# Кайт NPW

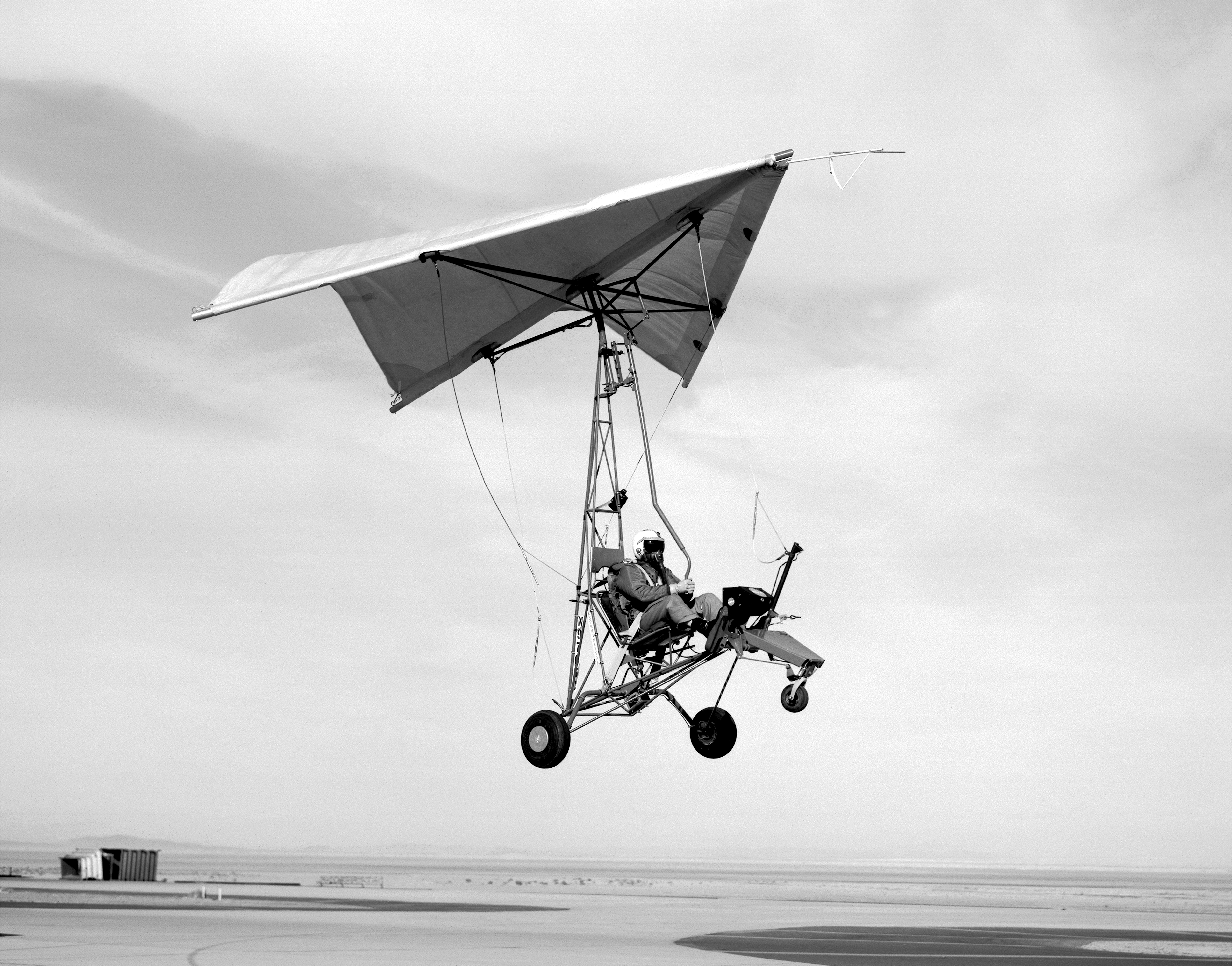

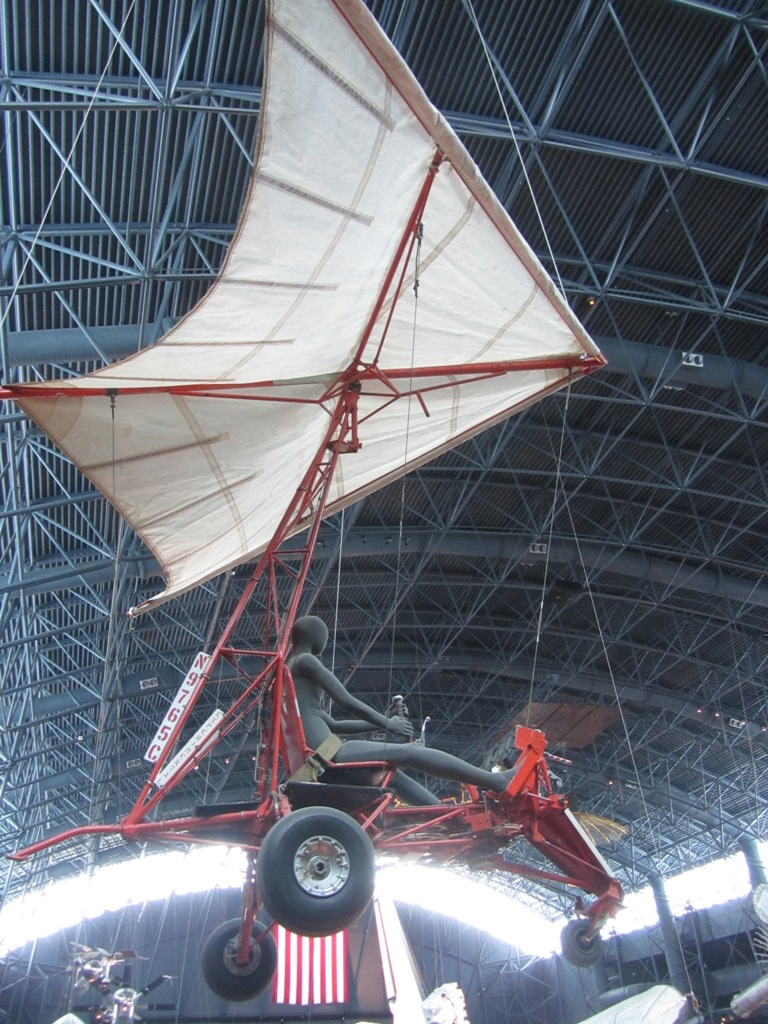

Кайт NPW (англ. Nasa Para Wing) — одношаровий каркасний кайт, створений на основі м'якого крила Роґалло, розробленого для NASA Френсісом та Гертрудою Роґалло в 1948 році для спуску космічних апаратів.
Кайт відрізняється простотою виготовлення (в тому числі — у домашніх умовах) і низькою матеріаломісткістю. Застосовується зазвичай для катання взимку на лижах або влітку на кайт-багі, а також в якості пілотажного змія.
Недолік кайта в низькій аеродинамічній якості в порівнянні з іншими типами кайтів (надувні, парафойл, каркасні) — не більше 3,5 одиниць проти 6-8 у кращих парафойлів. Також кайт характеризується малим вітровим вікном, ширина якого визначає здатність спорсмена рухатись проти вітру.